# Ressonància del ciclotró electrònic
La ressonància de ciclotrons electrònics (ECR) és un fenomen observat en la física del plasma, la física de la matèria condensada i la física dels acceleradors. Succeeix quan la freqüència de la radiació incident coincideix amb la freqüència natural de rotació dels electrons en els camps magnètics. Un electró lliure en un camp magnètic estàtic i uniforme es mourà en cercle a causa de la força de Lorentz. El moviment circular es pot superposar amb un moviment axial uniforme, donant lloc a una hèlix, o amb un moviment uniforme perpendicular al camp (per exemple, en presència d'un camp elèctric o gravitatori) que resulta en una cicloide. La freqüència angular (ω = 2 π f ) d'aquest moviment de ciclotró per a una intensitat de camp magnètica donada B ve donada (en unitats SI) per
{\displaystyle \omega _{\text{ce}}={\frac {eB}{m_{\text{e}}}}}
on {\displaystyle e} és la càrrega elemental i {\displaystyle m} és la massa de l'electró. Per a la freqüència de microones d'ús habitual 2,45 GHz i la càrrega i massa d'electrons nus, la condició de ressonància es compleix quan B = 0,0875 T.
Per als electrons que es mouen a velocitats relativistes v, la fórmula s'ha d'ajustar segons la teoria especial de la relativitat a:
{\displaystyle \omega _{\text{ce}}={\frac {eB}{\gamma m_{\text{e}}}}}
on
- m e és la massa d'electrons en repòs
- {\displaystyle \gamma ={\frac {1}{\sqrt {1-\left({\frac {v}{c}}\right)^{2}}}}}.

|  |

## En física del plasma
Un plasma ionitzat es pot produir o escalfar de manera eficient superposant un camp magnètic estàtic i un camp electromagnètic d'alta freqüència a la freqüència de ressonància del ciclotró electrònic. En els camps magnètics toroidals utilitzats en la investigació d'energia de fusió magnètica, el camp magnètic disminueix amb el radi principal, de manera que la ubicació de la deposició de potència es pot controlar en un centímetre aproximadament. A més, la potència de calefacció es pot modular ràpidament i es diposita directament als electrons. Aquestes propietats fan que l'escalfament del ciclotró electrònic sigui una eina de recerca molt valuosa per als estudis de transport d'energia. A més de l'escalfament, les ones de ciclotró electrònic es poden utilitzar per impulsar el corrent. El procés invers d'emissió de ciclotró electrònic es pot utilitzar com a diagnòstic del perfil de temperatura radial d'electrons.